# Ветерсфілд (Нью-Йорк)
Ветерсфілд (англ. Wethersfield) — місто (англ. town) в США, в окрузі Вайомінг штату Нью-Йорк. Населення — 755 осіб (2020).

## Демографія
Згідно з переписом 2010 року, у місті мешкали 883 особи в 334 домогосподарствах у складі 251 родини. Було 451 помешкання
Расовий склад населення:
| - 99,0 % — білих - 0,2 % — корінних американців - 0,1 % — чорних або афроамериканців |

До двох чи більше рас належало 0,5 %. Частка іспаномовних становила 1,5 % від усіх жителів.
За віковим діапазоном населення розподілялося таким чином: 26,3 % — особи молодші 18 років, 62,4 % — особи у віці 18—64 років, 11,3 % — особи у віці 65 років та старші. Медіана віку мешканця становила 39,7 року. На 100 осіб жіночої статі у місті припадало 112,8 чоловіків;  на 100 жінок у віці від 18 років та старших — 111,4 чоловіків також старших 18 років.
Середній дохід на одне домашнє господарство  становив 65 489 доларів США (медіана — 53 750), а середній дохід на одну сім'ю — 74 557 доларів (медіана — 60 521). Медіана доходів становила 43 875 доларів для чоловіків та 37 411 долар для жінок. За межею бідності перебувало 19,5 % осіб, у тому числі 42,9 % дітей у віці до 18 років та 2,4 % осіб у віці 65 років та старших.
Цивільне працевлаштоване населення становило 373 особи. Основні галузі зайнятості: освіта, охорона здоров'я та соціальна допомога — 20,1 %, виробництво — 16,4 %, сільське господарство, лісництво, риболовля — 14,7 %.